# Northridge (Comtat de Clark)
Northridge és una concentració de població designada pel cens dels Estats Units a l'estat d'Ohio. Segons el cens del 2000 tenia 6.853 habitants.

## Demografia
Segons el cens del 2000, Northridge tenia 6.853 habitants, 2.828 habitatges, i 2.101 famílies. La densitat de població era de 867,5 habitants per km².
Dels 2.828 habitatges en un 29% hi vivien nens de menys de 18 anys, en un 63,9% hi vivien parelles casades, en un 8,3% dones solteres, i en un 25,7% no eren unitats familiars. En el 23,2% dels habitatges hi vivien persones soles el 12,9% de les quals corresponia a persones de 65 anys o més que vivien soles. El nombre mitjà de persones vivint en cada habitatge era de 2,42 i el nombre mitjà de persones que vivien en cada família era de 2,84.
Per edats la població es repartia de la següent manera: un 23% tenia menys de 18 anys, un 5,5% entre 18 i 24, un 24,4% entre 25 i 44, un 29,1% de 45 a 60 i un 18,1% 65 anys o més.
L'edat mediana era de 43 anys. Per cada 100 dones de 18 o més anys hi havia 87,8 homes.
La renda mediana per habitatge era de 50.100 $ i la renda mediana per família de 57.672 $. Els homes tenien una renda mediana de 42.410 $ mentre que les dones 24.485 $. La renda per capita de la població era de 21.555 $. Aproximadament l'1,2% de les famílies i el 2,4% de la població estaven per davall del llindar de pobresa.

## Poblacions més properes
El següent diagrama mostra les poblacions més properes.